# Pedro López de Ayala y Zúñiga
Pedro López de Ayala y Zúñiga (Toledo, 9 de febrero de 1582-ibídem, 12 de mayo de 1651). Fue un noble Español, VII Conde de Fuensalida y Alguacil Mayor de Toledo.

## Biografía
Hijo de Pedro López de Ayala y Cárdenas y María Zúñiga Pacheco. Heredó de su padre el título de Conde de Fuensalida en 1610. En 1620 fue nombrado caballero de la Orden de Calatrava. Más adelante Alguacil Mayor de Toledo. En 1640 recibió la Grandeza de España. 

### Matrimonio
Contrajo matrimonio con Francisca Luisa Portocarrero, VI marquesa de Villanueva del Fresno, con la que no tuvo descendientes. Su matrimonio fue anulado.